# Музеи Донецка
В Донецке находится 140 музеев и музейных комнат. Среди них два крупных государственных областных музея: Донецкий областной художественный музей и Донецкий областной краеведческий музей. Кроме государственных музеев, есть музеи созданные предприятиями и организациями города. Среди них: Музей истории и развития Донецкой железной дороги, созданный Донецкой железной дорогой; Музей связи, созданный центром технической эксплуатации местной телефонной связи ОАО «Укртелеком»; Музей еврейского наследия Донбасса, созданный Донецким еврейским общинным центром; Музей истории ДМЗ, созданный Донецким металлургическим заводом и другие. Силами энтузиастов создаются народные музеи. Среди них «Донбасс непокоренный». В школах создаются музейные комнаты. Музей донецкой школы № 93 имени Героя Советского Союза Н. П. Жердева считается образцовым.

## Историко-краеведческие
| Название                               | Адрес             | Дата открытия        | Описание экспозиции | Изображение                                                                                             |
| -------------------------------------- | ----------------- | -------------------- | --- | --- |
| Донецкий областной краеведческий музей | Челюскинцев, 189а | 17 сентября 1924     | В фондах музея находится более 120 тысяч экспонатов. Среди фондов музея: палеонтологическая, археологическая, нумизматическая, этнографическая коллекции, а также коллекция старопечатных книг, коллекция культовых предметов XVIII—XIX веков, коллекции фотографий, образцы продукции предприятий, личные вещи известных людей Донбасса и другие коллекции. | Донецкий областной краеведческий музей                                                                  |
| Донбасс непокорённый                   | Разенкова, 10     | 7 сентября 1983 года | Музей оккупации Донецка (Сталино), деятельности подпольщиков и массовой казни на шахте 4-4 бис. Работает на общественных началах. В музее хранится 3,2 тысячи личных вещей, карт, схем, фотографий, записанных воспоминаний. Собрано 28 томов документов о деятельности подпольщиков. В марте 1994 музею «Донбасс непокоренный» присвоено звание народный. | |
| Музей еврейского наследия Донбасса     | Октябрьская, 39   |                      | Находится в донецком еврейском общинном центре. В музее хранятся подлинные фронтовые письма, документы, предметы быта, семейные реликвии, книги (самая старая — 1800 года). Экспонаты в музей отдаются дончанами безвозмездно. В 2006 году в музей был передан архив еврейского историка и краеведа Михаила Савельевича Альтера, который содержал еврейские письма, фотографии, автографы, вещи, книги, документы. Музей проводит исследовательскую работу, в семье Людмилы Прозоровской сотрудники музея нашли неизвестные ранее письма Фаины Раневской. На основе собранных документов музей подготовил издание книги «Они сражались за Родину! Донецкие евреи — участники Великой Отечественной войны». Из редких вещей хранящихся в музее: нож шойхета в деревянном футляре. | Здание донецкого еврейского общинного центра в котором располагается музей еврейского наследия Донбасса |
| Музей истории донецкой милиции         | Горького, 61      | 21 декабря 2004 года | Находится в здании УМВД Донецкой области. В музее два зала. Первый посвящён деятельности милиции в годы Великой Отечественной войны. В экспозиции содержатся награды, документы и оружие. Второй — «Зал современности» был открыт 20 декабря 2007 года и посвящён деятельности милиции с послевоенных лет до современности. В экспозиции представлены фотографии, образцы форменной одежды, кубки и грамоты, буклеты, мотоцикл. | Музей истории донецкой милиции                                                                          |
| Аптека Лаче                            | Постышева, 129    | 2009                 | Музей представляет собой угол в современной аптеке, в котором находятся около 200 экспонатов. Все экспонаты музея собраны в Донецкой области и относятся к истории фармацевтики в регионе. Среди экспонатов: аптечные деревянные шкафы, штанглазы, весы, колбы и другое фармацевтическое оборудование. Экспозиция составлена Максимом Мясниковым совместно с Владимиром Силко и Виктором Хоменко. | |
| Музей МЧС                              | Гурилевых, 13а    |                      | Предметы, связанные с работой МЧС: обезвреженные пиротехниками боеприпасы врёмен Великой Отечественной, историческое и современное оборудование спасателей. | |
| Музей футбольного клуба «Шахтёр»       |                   | 14 июля 2010 года    | [ 15 ] [ 16 ] [ 17 ] [ 18 ] [ 19 ] [ 20 ] | |
| Музей имени Василия Стуса              | Артёма, 84        |                      | В музее представлены ксерокопии писем Василия Стуса из мест ссылки, семейные фотографии, студенческие конспекты, решения судебных коллегий; постановление о выселении осужденного поэта в штрафной изолятор; копии различных справок и прочее. Кроме того, в музее находятся личные вещи Василия Стуса: осеннее полупальто, записные книжки, карандаши, ручки. Первоначально располагался в Горловке, потом переехал в Донецк в библиотеку имени Крупской. | |

## Художественные
| Название                                | Адрес               | Дата открытия         | Описание экспозиции | Изображение                             |
| --------------------------------------- | ------------------- | --------------------- | --- | --------------------------------------- |
| Донецкий областной художественный музей | бульвар Пушкина, 35 | 23 сентября 1939 года | Один из крупнейших музеев художественного профиля на Украине. Имеет в своей коллекции более 14 тысяч произведений живописи, графики, скульптуры и декоративно-прикладного искусства. | Донецкий областной художественный музей |

## Технические
| Название                                          | Адрес                      | Дата открытия       | Описание экспозиции | Изображение                                       |
| ------------------------------------------------- | -------------------------- | ------------------- | --- | ------------------------------------------------- |
| Музей истории и развития Донецкой железной дороги | Артёмовская, 47            | 4 августа 2000 года | Более 2000 экспонатов представлены документами, наградами, формами одежды, железнодорожным инструментом и оборудованием, старыми фотографиями и другим коллекционным материалом. В коллекции музея хранятся: издание 1909 г., посвящённое 25-летию Екатерининской железной дороги, форменная одежда 1936 г., телефонные аппараты Морзе, жезловый аппарат, знак об окончании школы среднего начсостава имени Рудзутака. Всего в музее — 25 единиц раритетного подвижного состава. Старейший из них салон-вагон генерала Ворошилова 1898 года. В музее хранится паровоз «Ь-2062» 1929 года, единственный сохранившийся экспонат в СНГ. | Музей истории и развития Донецкой железной дороги |
| Музей связи                                       | Комсомольский проспект, 22 | 9 июня 2006 года    | В экспозиции музея ручная телефонная станция и верхняя часть деревянной опоры для проводов ВЛС с траверсой и изоляторами, телефонные аппараты, таксофоны (с 1951 года), стол контроля таксофонов, измерительные приборы для измерения параметров кабелей связи, кабели разных годов эксплуатации. |                                                   |
| Музей истории Донецкого металлургического завода  | Ткаченко, 122              | 1955 год            | Идея создания принадлежит директору ДМЗ Павлу Васильевичу Андрееву. Фонд музея составляет более 3000 экспонатов. В 1971 году музею было присвоено звание народного. Среди экспонатов сертификат выпускаемой заводом продукции 1900 года, подлинники фотографий нижегородской промышленной выставки 1896 года и другие. 16 февраля 2012 года в нижнем этаже Свято-Игнатьевского храма открылся филиал музея, который посвящён Игнатию Мариупольскому. |                                                   |
| Троллейбус-музей                                  |                            |                     | [ 24 ] |                                                   |
| Музей фотожурналистики и фототехники              | Шекспира, 11               | Июнь 2008 года      | Это единственный музей такого профиля на Украине. В музее представлены фотографии и личные вещи донецких фотографов, фототехника. Есть стенды посвящённые Е. Халдею, Е. Комму, Р. Азриелю, Б. Виткову, В. Гончарову, Г. Навричевскому. |                                                   |

## Природные
| Название                                                     | Адрес               | Дата открытия     | Описание экспозиции | Изображение                                        |
| ------------------------------------------------------------ | ------------------- | ----------------- | --- | -------------------------------------------------- |
| Донецкий ботанический сад Национальной Академии Наук Украины |                     |                   | Открыт для посещения с мая по ноябрь. В среднем за год проводится больше 2000 экскурсий для 30000 посетителей. В коллекциях донецкого ботанического сада произрастает 71 вид растений, охраняемых на международном уровне; 97 видов растений, занесённых в Красную книгу Украины; 88 видов растений, охраняемых на региональном уровне. |                                                    |
| Донецкий городской выставочный комплекс «Аквариум»           | пр. Маяковского, 23 | 7 марта 1991 года | Экспозиция состоит из 18 аквариумов, бассейна, и 5 террариумов. В экспозиции созданы биотопы, африканских озёр Малави и Тантанвика, реки Амазонка, которые приближены к природным условиям. Здесь живут больше 100 видов животных: рыбы, черепахи, удав, игуаны, нильские вараны, нильский крокодил (в экспозиции с сентября 1994 года). В декабре 2005 года из-за задолженности за электричество «Донецкие электрические сети» ОАО «Донецкоблэнерго» отключили помещения экспозиции от электричества. Аквариумы были обесточены на 8 часов, подача электроэнергии возобновилась после вмешательства городских властей. В результате погибли два вида лампрологусов.                                                                | Донецкий городской выставочный комплекс «Аквариум» |
| Зоопарк на территории Донецкого металлургического завода     |                     |                   | Открыт в парковой зоне вместе с детской площадкой «Городок улыбок». Список видов животных в зоопарке: муфлон, двугорбый верблюд, пони, осел домашний, пекари ошейниковый, енот-полоскун, красноголовая утка, чубатая утка, мандаринка, каролинская утка, печанка, мускусная утка (индоутка), красноголовый нырок, нутрия, страус нанду, кустарниковый валаби, макак лапундер, макак резус, фазан румынский, фазан трогопан, куры, фазан золотой, фазан королевский, павлин обыкновенный, цесарка обыкновенная, серые нимфы, ожереловые попугаи, журавль-красавка, кинги, штрассеры, кучерявые голуби, дутыши, трубачи, дикобраз, коза камерунская, лама, олень пятнистый, лань европейская, гривистый баран, саванная зебра, бизон. |                                                    |
| Донецкий минизоопарк                                         | Бахчисарайская,1    |                   | Экзотические рептилии, пауки, амфибии. |                                                    |

## Музеи в учебных заведениях
| Название                                                                                      | Адрес                                      | Дата открытия | Описание экспозиции | Изображение |
| --------------------------------------------------------------------------------------------- | ------------------------------------------ | ------------- | ------------------- | ----------- |
| Музей истории Донецкого национального технического университета                               | Донецк, ул. Артёма, 58, 9-й учебный корпус | 1970          |                     |             |
| Народный музей истории Донецкого государственного медицинского университета имени М. Горького |                                            | 1976          |                     |             |
| Музей истории ДонНУ                                                                           |                                            |               | [ 29 ]              |             |
| Археологический музей исторического факультета ДонНУ                                          |                                            |               | [ 30 ] [ 31 ]       |             |
| СШ № 147 г. Донецка                                                                           |                                            |               |                     |             |
| Музей донецкой школы № 93 имени Героя Советского Союза Н. Жердева                             |                                            |               | .                   |             |

## Прочие
- Потребкооперации
- Истории ООО «Донецкий машиностроительный завод»
- Истории шахты «Трудовская»
- Истории завода «Точмаш»[32]
- Музей Донецкого городского совета[33]
- «Война и труд в судьбах учеников и учителей Донетчины». Находится в областном центре туризма и краеведения учащейся молодежи[2].
- Музей нижнего белья[34]

## Планируемые музеи
- Национальный музей истории промышленности Украины